# Institut des hautes études scientifiques
L'Institut des hautes études scientifiques (IHÉS, en català, Institut d'Estudis Científics Avançats) és un institut francès que promou investigacions avançades en matemàtiques i física teòrica. Està situat en Bures-sud-Yvette al sud de París.
L'IHÉS, fundat en 1958 per l'empresari i matemàtic Léon Motchane amb l'ajuda de Robert Oppenheimer i Jean Dieudonné, intenta atreure a científics punters dels seus camps d'interès. Té uns pocs professors permanents, amb plaça de per vida, i convida a uns 200 visitants cada any, per treballar durant 3 mesos cada cop, aproximadament. També disposa d'uns quants visitants a més llarg termini. Les investigacions no es fan per contracte, ni estan dirigides d'alguna manera: cada investigador té llibertat de perseguir les seves pròpies metes. A més, els professors permanents només han de romandre en l'institut durant 6 mesos a l'any.
Es diu que el disseny de l'IHÉS va ser influït en part per Robert Oppenheimer, que era llavors el director de l'Institut d'Estudis Avançats de Princeton. La forta personalitat d'Alexander Grothendieck i l'ampli impacte de les seves revolucionàries teories van marcar els primers deu anys del centre. René Thom va ser una altra figura prominent en la seva història primerenca. Dennis Sullivan és recordat pel seu especial talent per produir fructuosos intercanvis d'idees entre visitants i professors permanents.
L'IHÉS edita una prestigiosa revista matemàtica, Publications Mathématiques de l'IHÉS.
Els directors de l'IHÉS, en ordre cronològic, han estat: Léon Motchane (1958–71), Nicolaas Kuiper (1971–85), Marcel Berger (1985–94), Jean-Pierre Bourguignon (1994–2013), Emmanuel Ullmo (actualment en el càrrec).
La llista dels matemàtics més reconeguts que són o van ser professors permanents en l'IHÉS inclou a Alexandre Grothendieck, Jean Bourgain, Alain Connes, Pierre Deligne, René Thom, Pierre Cartier, Mikhail Gromov, Maxim Kontsevich, i Laurent Lafforgue. Alguns d'ells són guanyadors de la Medalla Fields.